# 浅川 (東京都)
浅川（あさかわ）は、東京都八王子市および日野市を流れる一級河川。多摩川の支流のひとつ。

## 地理

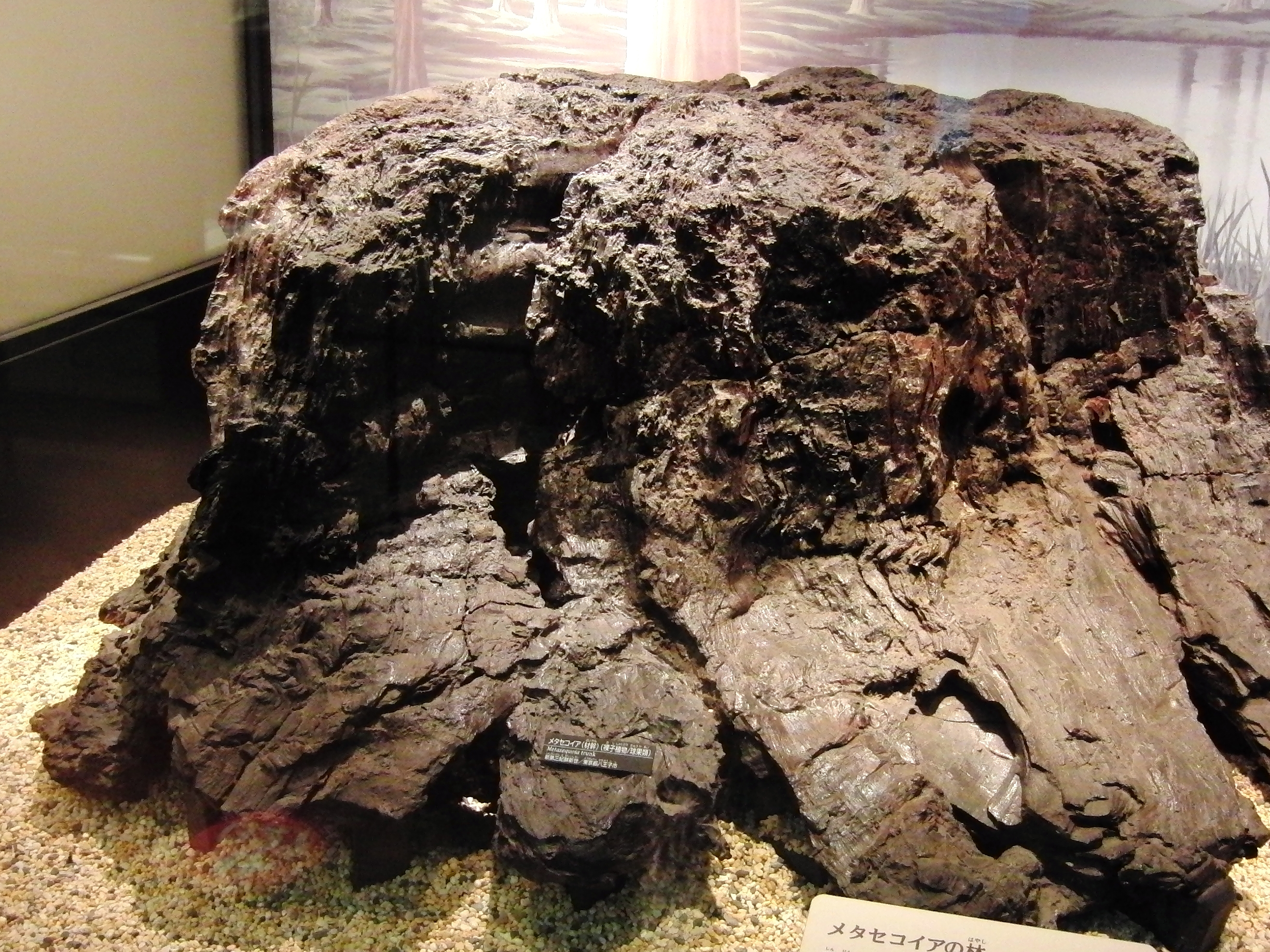
浅川産出のメタセコイアの化石。新第三紀鮮新世のもの。国立科学博物館の展示。

主たる源流の一つである案下川が八王子市上恩方町から東方に向かい、醍醐川と関場付近で合わさり、北浅川となる。複数の支流と合わさって下恩方町を流れ、山入川と西寺方町で合流する。さらに横川町で城山川、元本郷町四丁目の鶴巻橋上流にて南浅川と合流したものを浅川と称する。
八王子市楢原町付近（中央自動車道の架橋下付近）の流域では、メタセコイアの化石や新種のハチオウジゾウの一部の化石が発見されている。
令和元年東日本台風の際には、河川が被害を受けた。
| 台風通過後の浅川（令和元年東日本台風） |  | 台風通過後の浅川（令和元年東日本台風） |
| 台風通過後の浅川（令和元年東日本台風） |  |                                        |

## 支流
- 案下川[5]
- 醍醐川[5]
- 山入川[5]
- 滝沢川
- 城山川[5]
- 川口川[5]
- 山田川[5]
- 湯殿川[5]

## 治水
浅川水系は流域の低地に水田が開かれ、灌漑や排水が行われた。中流域沿岸の中野村、元横山村、大和田村などでは多摩川から遡上するアユを幕府へ献上していた。下流域の日野市内には用水路が設置されている。平時は水量は少ないものの、護岸設置前は豪雨の際に氾濫する川として、築堤と災害復旧を中心に戦前から改修工事が行われていた。
都市に残された貴重な自然環境という面から、護岸をコンクリートで固めてしまうのではなく、ヨシなどの植物によって水の勢いを抑えて水質を浄化する取り組みなど、自然環境に配慮した対応も取られている。
近世には蛇籠出や聖牛（牛枠類）など甲斐国発祥の治水技術が用いられた。

## 橋梁
上流付近から
- 駒木野橋
- 大沢橋
- 松竹橋
- 深沢橋
- 河原宿大橋（東京都道61号山田宮の前線）
- 元木橋
- 陵北大橋
- 松枝橋（東京都道46号八王子あきる野線（高尾街道））
- 浅川橋（中央自動車道）
- 鶴巻橋
- 萩原橋（東京都道32号八王子五日市線）
- 浅川橋（国道16号（現道））
- 暁橋
- 浅川大橋
- 大和田橋（国道20号（甲州街道））
- JR八高線浅川橋梁
- 新浅川橋（国道16号（八王子バイパス））
- JR中央本線浅川橋梁
- 長沼橋 - 浅川で唯一市境を跨ぐ橋梁。八王子市と日野市の市境。
- 滝合橋
- 平山橋（東京都道155号町田平山八王子線）
- 一番橋
- 高幡橋（東京都道41号稲城日野線）
- 万願寺歩道橋
- 新井橋（神奈川県道・東京都道503号相模原立川線、多摩都市モノレール）

## イベント
2008年まで、毎年夏に手作りいかだによる浅川サバイバルレースが開催されていた。コースは八王子市役所近くの鶴巻橋河川敷公園から高幡不動のふれあい橋まで全長11km。